# یواس‌اس سیر (ای‌ام-۱۱۲)
یواس‌اس سیر (ای‌ام-۱۱۲) (به انگلیسی: USS Seer (AM-112)) یک کشتی بود که طول آن ۲۲۱ فوت ۲ اینچ (۶۷٫۴۱ متر) بود. این کشتی در سال ۱۹۴۲ ساخته شد.